# میان‌هابندهای مسی
در فناوری نیم‌رسانا، میان‌هابندهای مسی (انگلیسی: Copper interconnects) میان‌هابندهای هستند که از مس ساخته‌شده‌اند. آنها در مدارهای مجتمع سیلیکونی (IC) برای کاهش تأخیر انتشار و مصرف توان استفاده می‌شوند. از آنجا که مس رسانای بهتری نسبت به آلومینیوم است، آی‌سی‌های استفاده‌کننده از مس برای میان‌هابندهایشان می‌توانند دارای میان‌هابندهای با ابعاد باریک‌تری بوده و انرژی کمتری را برای عبور الکتریسیته از آنها استفاده کنند. در کنار هم، این اثرات منجر به آی‌سی با عملکرد بهتر می‌شود. آنها اولین بار توسط آی‌بی‌ام، با همکاری موتورولا، در سال ۱۹۹۷ معرفی شدند.